# Influenzavirus A
Influenzavirus A (Influenza A virus) és un dels virus que causa la grip (influenza) en els ocells i alguns mamífers i és l'única espècie del grup de virus influenzavirus A. Influenzavirus A és un gènere dins la família de virus Orthomyxoviridae. Les soques de tots els subtipus d'influenza A virus han estat aïllats d'ocells silvestres, encara que la malaltia no és comuna. Alguns aïllaments (primary isolates) del virus influenza A causen malalties greus tant en l'aviram domèstic com, rarament, en humans. Ocasionalment els virus es transmeten dels ocells silvestres aquàtics a l'aviram domèstic i poden causar un brot o excepcionalment originar epidèmies de grip humana.
Tots els subtipus coneguts d'aquest virus són endèmics en ocells, la majoria dels subtipus no causen endèmies fora dels ocells, per la qual cosa es considera que sobretot és una grip d'ocells.
Quan es produeix un canvi antigènic causa la grip episòdica en humans i això es produeix usualment en cicles d'entre 10 i 15 anys. En els humans es desenvolupa generalment una grip més virulenta que la produïda per les variacions antigèniques menors, que també ocorren en el Influenzavirus B (de vegades ocorren de manera simultània) i condicionen les grips estacionals, que succeeixen gairebé tots els anys.

## Estructura
L'estructura física de tots els subtipus de virus de influenzavirus A és semblant. Els virions embolcallats poden ser de forma esfèrica o filamentosa.

## Genètica
El genoma de l'influenzavirus A està contingut en 8 cadenes simples (no aparellades) que codifiquen 10 proteïnes: HA, NA, NP, M1, M2, NS1, PA, PB1, PB1-F2, PB2. La naturalesa segmentada del genoma permet l'intercanvi del repertori genètic sencer entre les diferents soques virals durant la cohabitació cel·lular, per això se'n diuen recombinants. Els 8 segments o cadenes d'ARN són:
- HA, codifica una hemaglutinina. La gravetat de la infecció en un ésser viu està determinada per HA.[6]
- NA, codifica una neuraminidasa
- NP, codifica una nucleoproteïna.
- M, codifica dues proteïnes matricials: la M1 i la M2. Unes 3000 proteïnes es fan servir per formar un virió.
- NS, codifica dues proteïnes no-estructurals: NS1 i NEP.
- PA, codifica un ARN polimerasa.
- PB1, codifica un ARN polimerasa, la proteïna PB1-F2 indueix apoptosi en la cèl·lula hoste.
- PB2, codifica una altra ARN polimerasa.

## Subtipus que han afectat els humans
En ordre de mortalitat causada:
- H1N1 causà la grip espanyola de 1918 i el brot porcí del 2009 va matar entre 50 i 100 milions de persones{[7]
- H2N2 causà la grip asiàtica de finals de la dècada de 1950
- H3N2 causà la "grip de Hong Kong" de finals de la dècada de 1960
- H5N1 considerat una amenaça de pandèmia mundial a la meitat de la primera dècada del 2000
- H7N7 de potencial zoonòtic inusual
- H1N2 actualment endèmic en humans i porcs
- H9N2, H7N2, H7N3, H5N2, i H10N7.